# HMS Wolverine (1863)
HMS «Вулверін» (англ. HMS Wolverine, також HMS Wolverene — «Росомаха») — трищогловий дерев'яний гвинтовий корвет типу «Джейсон» Королівського військово-морського флоту Великої Британії (1863—1875), який згодом став флагманом Австралійської станції (1875—1882), а врешті-решт був представлений в колонії Новий Південний Уельс як навчальний корабель військово-морської бригади та волонтерів військово-морської артилерії (1882—1892).

## Історія
HMS «Вулверін» був побудований у Woolwich Dockyard. 29 серпня 1863 року спущений на воду у Вулічі.
У 1860-х роках відбував службу у складі Північноамериканської та Вест-Індської станції. 7 вересня 1875 року корвет став флагманом Австралійської станції під командуванням комодора Ентоні Хоскінса. 1880 року на посаду лейтенант-командера був призначений Френсіс Прінгл Тейлор, яку він обіймав до 1884 року, а згодом, 1885 року, був призначений командером.
У січні 1877 року повідомлялося про спалах віспи на борту «Вулверін» — корабель знаходився у карантині.

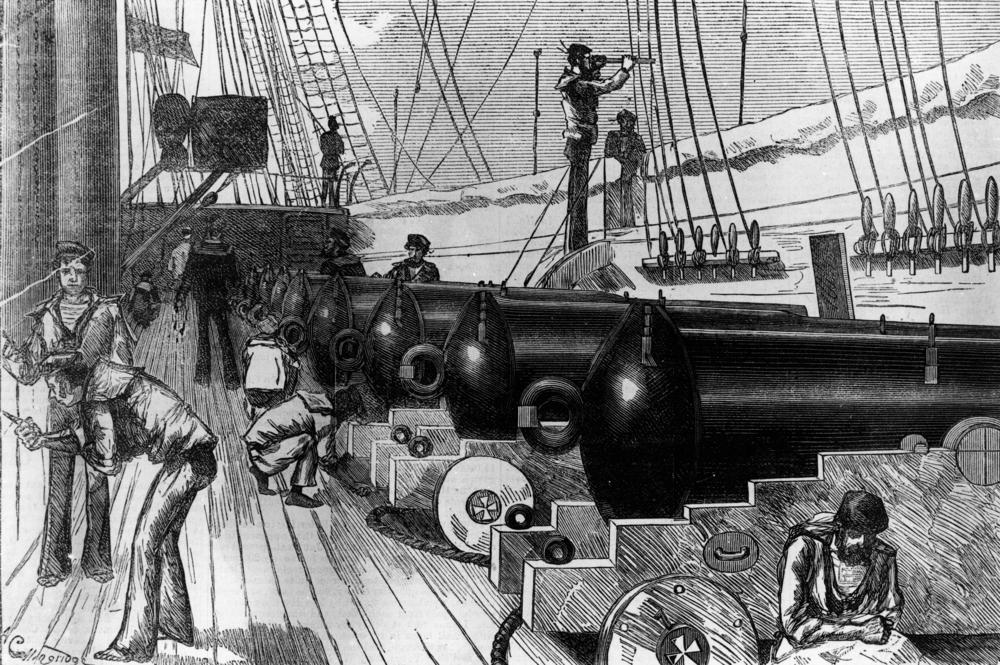
Артилерійська палуба HMS Wolverine, 1881 рік

1881 року корвет приєднався на деякий час до окремої ескадри Королівського військово-морського флоту, що знаходилася у світовому круїзі, в якому принци Альберт і Георг проходили військово-морську підготовку.
10 серпня 1881 року «Вулверін» вийшов з гавані Сіднея разом з іншими кораблями окремої ескадри, які супроводжував до Брисбена, після чого попрямував до південного узбережжя Нової Гвінеї. На борту корвета знаходився комодор Джон Вілсон — головнокомандувач Австралійської станції. Його супроводжував мандрівник та вчений Микола Миклухо-Маклай, який запропонував використати в цьому поході до Нової Гвінеї свої знання про аборигенів. Як і очікувалось, вони стали в пригоді для визначення справжніх злочинців, причетних до вбивства 12-ти людей у селищі Кало. Участь Миклухи-Маклая вберегла селище від помсти та спалення. Каральна операція завершилась невеликою сутичкою, в якій було вбито головного винуватця та ще декількох причетних. Повертаючись до Сіднея, комодор Дж. Вілсон з Куктауна повідомив про результати походу:
Наприкінці 1881 року служба «Вулверін» як флагмана Австралійської станції добігла кінця (був замінений корветом «Нельсон»). 19 грудня «Вулверін» у повному озброєнні був представлений уряду колонії Новий Південний Уельс, а через місяць, опівдні 16 січня 1882 року, у Сіднеї остаточно переданий.

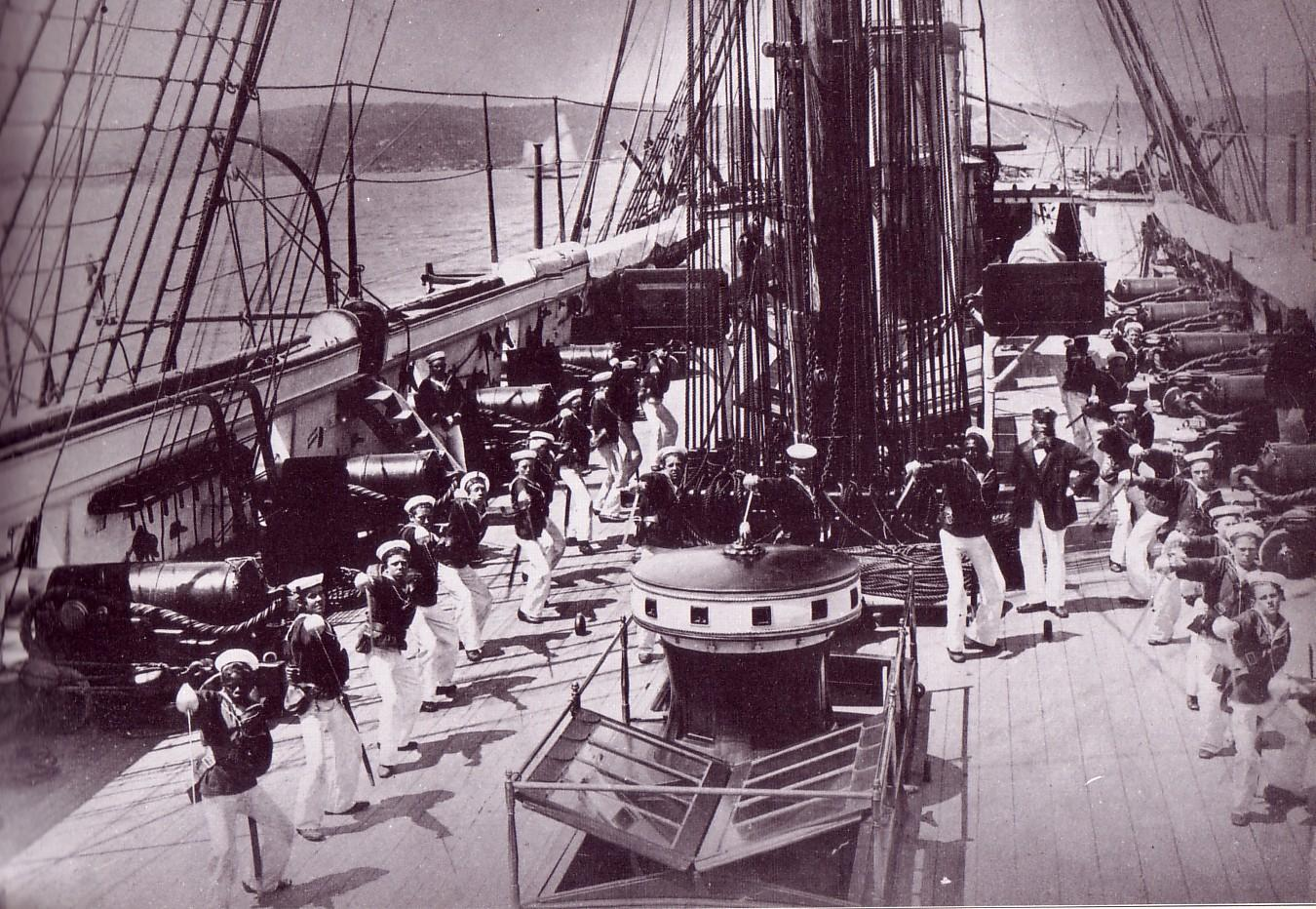
Тренування з абордажними шаблями на палубі HMS Wolverine, 1882 рік

Надалі використовувався як навчальний корабель військово-морської бригади та волонтерів військово-морської артилерії Нового Південного Уельсу — виклик ймовірним «ворожим» кораблям у Сіднеї й «атакам» на берегові та портові споруди.
1892 року корабель був виведений з експлуатації. В серпні 1893 року проданий за 2200 фунтів приватній фірмі (Пітер Еллісон, Сідней). Після демонтажу двигунів був використаний як блокшив.
Після ремонту та перетворення на барк корабель почав службу як торгове судно. Під час рейсу з Сіднея до Ліверпуля (Англія) в корпусі виникла теча. Корабель повернувся до Окленду (Нова Зеландія) на ремонт, який, однак, після розміщення у доках, виявився неможливим. Був проданий за 1000 фунтів новому власнику (Дж. Нікколь, Окленд).

## Доля
Частково списаний, перетворений на брухт, а корпус спалений.

## Галерея

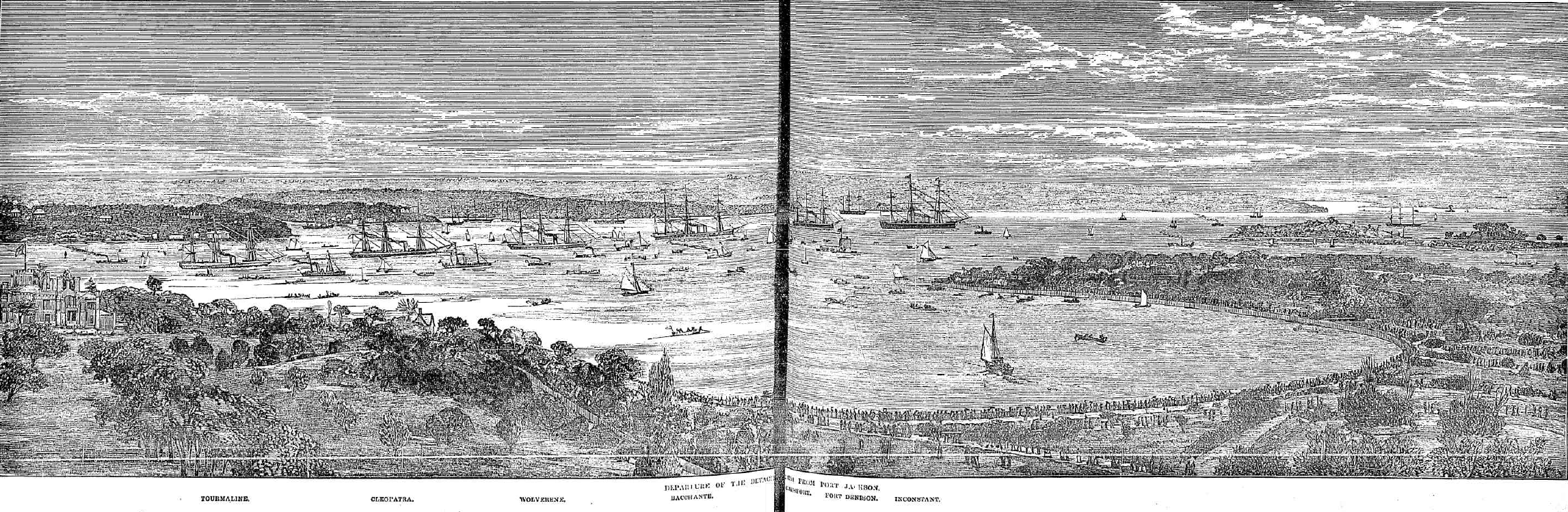
Вихід окремої ескадри (Tourmaline, Cleopatra, Wolverine, Bacchante, Carysfort, Fort Denison, Inconstant) із затоки Порт-Джексон, 10 серпня 1881 року.